# Niamh McGrady
Niamh McGrady es una actriz norirlandesa, más conocida por haber interpretado a Mary-Claire Carter en la serie Holby City.

## Biografía
Es originaria del condado de Down (Irlanda del Norte).
Se entrenó en el "Royal Welsh College of Music and Drama" de donde se graduó en 2004.

## Carrera
El 22 de septiembre de 2009, se unió al elenco recurrente de la serie médica Holby City, donde interpretó a la enfermera Mary-Claire Carter. En mayo de 2013, se anunció que Niamh se había unido al elenco principal de la serie hasta el 14 de abril de 2015.
En 2013 se unió al elenco de la serie británica The Fall, donde interpreta a la oficial de la policía Danielle "Dani" Ferrington. En 2014 apareció como invitada en dos episodios de la segunda temporada de la serie Crossing Lines, donde interpretó a Rose McConnel.

## Filmografía

### Series de televisión
| Año         | Título              | Personaje           | Notas                                   |
| ----------- | ------------------- | ------------------- | --------------------------------------- |
| 2013 - 2016 | The Fall            | Danielle Ferrington | 15 episodios                            |
| 2009 - 2015 | Holby City          | Mary-Claire Carter  | 103 episodios                           |
| 2014        | Crossing Lines      | Rose McConnel       | 2 episodios                             |
| 2010        | Upstairs Downstairs | Ayudante de Enid    | episodio "The Love That Pays the Price" |
| 2009        | Doctors             | Sarah Needham       | episodio "Dead Honest"                  |

### Películas
| Año  | Título                 | Personaje     | Notas |
| ---- | ---------------------- | ------------- | --- |
| 2011 | Bats & Balls           | Joven         | corto - junto a Richard Jenkins                                                                           |
| 2009 | Best: His Mother's Son | Martha Devine | junto a Lorcan Cranitch, Luke de Woolfson, Laura Donnelly, James Doran, Richard Dormer & Michelle Fairley |

### Teatro
| Año  | Obra    | Personaje          | Director (a) | Teatro         | Notas                   |
| ---- | ------- | ------------------ | ------------ | -------------- | ----------------------- |
| 2008 | Macbeth | Lady Macduff/Bruja | -            | Lyceum Theatre | junto a Patrick Stewart |